# Palomares del Río (kommunhuvudort)
Palomares del Río är en kommunhuvudort i Spanien.   Den ligger i provinsen Provincia de Sevilla och regionen Andalusien, i den sydvästra delen av landet, 400 km sydväst om huvudstaden Madrid. Palomares del Río ligger 39 meter över havet och antalet invånare är 4 782.
Terrängen runt Palomares del Río är platt. Runt Palomares del Río är det ganska tätbefolkat, med 192 invånare per kvadratkilometer. Närmaste större samhälle är Sevilla, 10,1 km nordost om Palomares del Río. Trakten runt Palomares del Río består till största delen av jordbruksmark.